# روح خیابان (محو شدن)
«روح خیابان(محو شدن)» (به انگلیسی: Street Spirit (Fade Out)‎) که بیشتر با نام «روح خیابان» شناخته می‌شود نام آهنگی از گروه آلترنیتیو راک انگلیسی ردیوهد و از آلبوم خمش‌ها است که در سال ۱۹۹۶ منتشر شد. تام یورک آهنگ را «غمگین‌ترین آهنگ گروه معرفی می‌کند» و آن رابه «تونلی که هیچ نوری در انتهای آن نیست» تشبیه می‌کند. «روح خیابان» در جدول بریتانیا به رتبه پنجم رسید که بهترین رتبه تک‌اهنگ‌های ردیوهد بعد از آهنگ «پارانوید اندروید» است که به رتبه سوم رسید.
یورک می‌گوید که آهنگ تحت تأثیر رمان جاده گرسنه اثر بن اوکری ساخته شده و موسیقی آن نیز از موسیقی گروه آر.ای.ام. اثر گرفته‌است.

## تفسیر
تام یورک درباره آهنگ چنین می‌گوید:
«روح خیابان» خالص‌ترین آهنگ ماست اما من آن را ننوشته‌ام خودش نوشته شد. ما فقط پیامبر آن بودیم، فقط کاتالیست‌های بیولوژیکی آن بودیم. هسته آهنگ به طور کلی برای من ناشناخته است و می‌دانید، من هیچ وقت سعی نمی‌کنم چیزی بنویسم که ناامیدکننده باشد. همه آهنگ‌های غمگین ما روزنهٔ امیدی در خود دارند حداقل پرتو نوری برای بهبود اما این آهنگ هیچ نقطه روشنی را نشان نمی‌دهد. مانند تونل تاریکی است که در انتهایش روشنی نیست. این آهنگ همه احساسات تراژیکی که آزار دهنده هستند را با ملودی خود بیان می‌کند و همه ما بهانه‌ای برای ارتباط برقرار کردن با آن را داریم و این همان جداسازی و کناره‌گیری است. خصوصاً برای من؛ من همه احساساتم را کنار گذاشتم تا بتوانم آهنگ را بنوازم درغیر این صورت این کار برایم ممکن نبود. به همین خاطر هم هست که ترانه اهنگ تعدادی داستان کوتاه و تصویرهای بصری است به جای اینکه معنی و مفهوم آهنگ باشد یا تلاشی باشد برای معنی کردن آن. من از تصویرهایی استفاده کردم که حس می‌کردم احساسات درون آهنگ و ترانه را به خوبی نشان می‌دهند. این همان چیزی است که من در اهنگ می‌گفتم:'all these things you'll one day swallow whole'منظورم این بود که تمامی احساسات یک جا...
هواداران ما شجاع‌تر از آن هستند که بگذارند آهنگ بر آن‌ها غلبه کند در غیر این صورت آن‌ها معنی آن چیزی که می‌شنوند را درک نکرده‌اند. آن‌ها نفهمیده‌اند که معنای «روح خیابان» این است که باید راست در چشم‌های شیطان زل زد و دانست که هیچ اهمیتی ندارد که چه کاری می‌کنید، او لبخند آخر را می‌زند. و این واقعی است و حقیقت دارد. شیطان در همه چیز بدون استثنا پیروز می‌شود و اگر من به خودم اجازه دهم که به آن فکر کنم دیوانه می‌شوم.

من نمی‌توانم باور کنم که ما هوادارانی داریم که نمی‌توانند به صورت احساسی با آهنگ رابطه برقرار کنند. این همان چیزی است که مرا متقاعد می‌کند که آن‌ها آهنگ را نفهمیده‌اند. این همان دلیلی است که ما آهنگ را آخر اجراهایمان اجرا می‌کنیم. اینکه موقع اجرای آهنگ مخاطب‌ها در مقابل این حجم عظیم غم و تراژدی بالا پایین می‌پرند و خوشحالی می‌کنند و می‌خندند مرا خرد می‌کند و می‌شکند. مانند این است که شما می‌خواهید سگتان را بکشید و او برایتان دم تکان می‌دهد. این مخاطبان شبیه همین هستند و این مسئله قلب مرا می‌شکند. من آرزو می‌کردم این آهنگ ما را به عنوان کاتالیست‌های خود انتخاب نکند تا من اعتراضی دراینباره نمی‌داشتم. این انتظار بسیاری زیادی است. من آهنگ را ننوشتم.

## موزیک ویدئو
موزیک ویدئوی «روح خیابان» که سیاه و سفید است طی دو روز و در یکی از بیابان‌های اطراف لس آنجلس فیلمبرداری شد و جاناتان گلیزر کارگردانی آن را برعهده داشت. گلیزر درباره موزیک ویدئو می‌گوید:«این کار قطعاً نقطه عطفی در کار حرفه‌ای خود من بوده‌است. وقتی که کار تمام شد من کاملاً می‌دانستم چراکه آن‌ها صدای خودشان را به عنوان هنرمند پیدا کرده بودند. در آن لحظه من به هرچیزی که برای من بود نزدیک شده بودم و به خودم اطمینان داشتم که می‌توانم فیلم‌هایی که وجه شاعرانه‌ای دارند را همانند کارهای غیر شاعرانه بسازم. این لحظه کلیدی برای من بود.» گلیزر بعدها ویدئوی «کارما پلیس» را نیز کارگردانی کرد.

## لیست آهنگ‌ها

### سی‌دی یک
1. Street Spirit (Fade Out)
2. Talk Show Host
3. Bishop's Robes

### سی‌دی دو
1. Street Spirit (Fade Out)
2. Banana Co.
3. Molasses